# Балакший, Владимир Иванович
Влади́мир Ива́нович Бала́кший (род. 28 августа 1945, Звенигород, Московская область) — советский и российский физик, специалист в области теории колебаний, оптоэлектроники, акустооптики. Доктор физико-математических наук, профессор кафедры физики колебаний физический факультет МГУ. Индекс Хирша — 18.

## Биография
Родился 28 августа 1945 г. в Звенигороде Московской области.
В 1968 г. с отличием окончил физический факультет Московского государственного университета им. М. В. Ломоносова;
В 1971 г. после окончания аспирантуры защитил кандидатскую диссертацию «Ультразвуковые методы сканирования света», стал сотрудником физического факультета МГУ.
С 1989 г. доцент по кафедре физики колебаний.
C 1992 г. член Ученого Совета физического факультета МГУ.
В 2000 г. защитил докторскую диссертацию по теме «Акустооптический эффект и его применение в системах оптической обработки информации»;
C 2009 г. заместитель председателя Диссертационного Совета Д 501.001.67.
С 2013 года профессор кафедры физики колебаний.
Подготовил 20 кандидатов физико-математических наук.

## Научные интересы
Акусто- и электрооптика, голография, оптическая обработка информации и адаптивная оптика.

### Работы по грантам
- Научный руководитель проекта РФФИ N 08-07-00498 «Разработка принципов функционирования и создание устройств нового поколения на основе акустооптического эффекта для спектральной, поляризационной и пространственной фильтрации оптических сигналов в видимой, ультрафиолетовой и инфракрасной областях спектра» (2008—2010 гг.).
- Исполнитель проекта РФФИ N 06-07-89309 «Разработка новых принципов акустооптического спектрального мультиплексирования, разделения и коммутации лазерных каналов информационных и телекоммуникационных систем» (2006—2008 гг.).
- Исполнитель проекта РФФИ N 07-02-12238 «Исследование новых методов создания адаптивных акустооптических пространственно-дисперсионных сред и разработка аппаратуры управления излучением фемтосекундных лазеров на их основе» (2007—2008 гг.).
- Исполнитель проекта Министерства образования и науки N РНП 2.1.2.8698 «Разработка новых принципов и создание приборной базы спектрального мультиплексирования, разделения и коммутации лазерных каналов на основе акустооптического эффекта для телекоммуникационных систем нового поколения» (2006—2007 гг.).
- Исполнитель проекта РФФИ N 02-07-90448 «Создание в сети Интернет информационно-вычислительного комплекса „Акустооптика“ для расчета характеристик акустооптического эффекта и оптимизации параметров акустооптических устройств» (2002—2004 гг.).
- Исполнитель проекта CRDF N RUP1-1663-MO-06 (2005—2009 гг.).
- Научный руководитель научно-исследовательской работы по теме «Акустооптическая и оптоэлектронная обработка информации» (Номер госрегистрации: № 01200108663)[3].

### Преподавание
Читает курс лекций на радиофизическом отделении физического факультета МГУ.

## Публикации
Автор и соавтор более 250 работ в российских и зарубежных журналах, в том числе 7 монографий, 20 авторских свидетельств на изобретения.
- Балакший В. И., Парыгин В. Н., Чирков Л. Е. Физические основы акустооптики. — М.: Радио и связь, 1985. — 279 с.
- Балакший В. И., Парыгин В. Н. Оптическая обработка информации. — М.: Изд-во МГУ, 1987. — 141 с.
- Балакший В. И., Белов А. А., Косых Т. Б., Кузнецов Ю. И. Физика колебательных явлений в примерах и задачах. — М.: Изд-во МГУ, 2011. — 167 с.
- Парыгин В. Н., Балакший В. И., Волошинов В. Б. Электрооптика, акустооптика и оптическая обработка информации на кафедре физики колебаний МГУ, — Радиотехника и электроника, 2001, т. 46, № 7, С. 775—792.
- Михеев, Л. И. Дифракция неполяризованного оптического излучения на объемных акустических волнах в кристалле ниобата лития / Л. И. Михеев, В. И. Балакший // Учёные записки Казанского университета : журн. — 2013. — Т. 155, № 1. — С. 113—118. — УДК 535.36:534.2(G).
- Balakshy, Vladimir; Dobrolenskiy, Yury. Tribute to the memory of professor Vitaly Voloshinov (англ.) // Proc. SPIE : journal. — 2019. — 11 November (vol. 11210). — doi:10.1117/12.2559733.

## Награды
- Медаль «В память 850-летия Москвы» (1995)
- Медаль ВДНХ за экспериментальную установку «Ультразвуковой дефлектор инфракрасного диапазона»